# کوزوو (استان اشوی‌داشکسیه)
کوزوو (به لهستانی: Kozów) یک منطقهٔ مسکونی در لهستان است که در گمینا سمکوو واقع شده‌است. کوزوو ۴۰۰ نفر جمعیت دارد.